# Đập Irapé
Đập Irapé là đập cao nhất ở Brasil, là một con đập kè trên sông Jequitinhonha ở bang Minas Gerais. Nó nằm trên ranh giới của Berilo và Grão Mogol, cách Virgem da Lapa 26 kilômét (16 mi) về phía tây. Con đập được xây dựng từ năm 2002 đến 2006 với mục đích thủy điện.

## Lịch sử
Năm 1963, sông Jequitinhonha đã được nghiên cứu về tiềm năng thủy điện và các nghiên cứu đã được xem xét vào năm 1984. Công ty điện lực Brazil CEMIG đã thắng thầu xây dựng đập Irapé vào năm 1998. Việc xây dựng trên con đập bắt đầu vào tháng 9 năm 2002 và vào tháng 9 năm đó, nhà máy điện được chính thức đổi tên thành Nhà máy điện Juscelino Kubitschek, theo tên cựu Tổng thống Brazil. Việc rẽ sông đã hoàn thành vào tháng 4 năm 2003 với hai  đường hầm có đường kính là 14 mét (46 ft); chiều dài lần lượt là 1.227 mét (4.026 ft) và 1.067 mét (3.501 ft). Hồ chứa của đập bắt đầu lấp đầy vào tháng 12 năm 2005 và máy phát điện đầu tiên của nhà máy điện đã được vận hành vào ngày 20 tháng 7 năm 2006. Máy phát thứ hai được đưa vào vận hành vào tháng 8 và cái thứ ba vào tháng 10 năm 2006. Vào thời điểm hoàn thành, nó là con đập cao nhất ở Brazil.

## Thiết kế
Đập là một loại đập đá với chiều cao 208 mét (682 ft)  và chiều dài 500 mét (1.600 ft). Nó được xây dựng trong một hẻm núi dốc đứng ở thượng nguồn của một khúc quanh trên sông. Tổng khối lượng kết cấu lên tới khoảng 10.300.000 mét khối (360.000.000 ft khối). Hồ chứa do đập tạo ra có diện tích bề mặt là 137 kilômét vuông (53 dặm vuông Anh). Đập có 3 đường hầm xả lũ dài 634 mét (2.080 ft) để chống tràn đập. Mỗi dòng nước chuyển từ hồ chứa sang phía đông của một khúc quanh trên sông. Hai trong số các đường hầm được đặt cao trên thung lũng trong khi một đường hầm ở độ cao trung gian. Mỗi đường hầm có công suất xả tối đa 2.000 mét khối trên giây (71.000 cu ft/s), và tổng công suất xả tối đa của đập tràn là 6.000 mét khối trên giây (210.000 cu ft/s).

## Nhà máy điện Juscelino Kubitschek
Nhà máy điện Juscelino Kubitschek nằm ở chân đập và có ba máy phát điện tua-bin Francis có công suất 120 mêgawatt (160.000 hp) cho công suất lắp đặt là 360 mêgawatt (480.000 hp). Các máy phát điện được đánh giá hoạt động ở mức 130 mêgawatt (170.000 hp) mặc dù, công suất tối đa lên t 390 mêgawatt (520.000 hp).